# Macrophyes
Macrophyes es un género de arañas araneomorfas de la familia Anyphaenidae. Se encuentra en América.

## Especies
Según The World Spider Catalog 12.0:
- Macrophyes attenuata O. Pickard-Cambridge, 1893
- Macrophyes elongata Chickering, 1937
- Macrophyes jundiai Brescovit, 1993
- Macrophyes manati Brescovit, 1993
- Macrophyes silvae Brescovit, 1992